# 西条市立丹原小学校
西条市立丹原小学校（さいじょうしりつ たんばらしょうがっこう）は、愛媛県西条市にある公立小学校。通称は丹小（たんしょう）。

## 沿革
- 1884年（明治17年） - 池田村、久妙寺村、今井村、丹原村、願連寺村が連合し、池田村に「平松小学校」として開校[1]。
- 1887年（明治20年） - 「池田小学校」に改称。周布村も加わる[1]。
- 1890年（明治23年） - 「福岡尋常小学校」に改称[1]。
- 1901年（明治34年） - 高等小学校を併設し、「福岡尋常高等小学校」に改称[1]。
- 1911年（明治44年） - 新校舎を落成[1]。
- 1915年（大正4年） - 「丹原尋常高等小学校」に改称。新校舎を落成。丹原実業補修学校を併設[1]。
- 1917年（大正6年） - 実業補修学校に女子部を開設[1]。
- 1936年（昭和11年） - 本館校舎を落成。講堂を移築[1]。
- 1941年（昭和16年） - 国民学校令施行により、「丹原国民学校[2]」に改称。
- 1947年（昭和22年） - 学制改革により、「丹原小学校」に改称。
- 1953年（昭和28年） - 北校舎を落成[1]。
- 1954年（昭和29年） - 給食を開始[1]。
- 1966年（昭和41年） - プールを落成[1]。
- 1968年（昭和43年） - 促進学級を開設。校歌を作成（3月9日に校歌発表会を開催）[1]。
- 1969年（昭和44年） - 中校舎を移築。南校舎を解体し、宿直室と教室1室を建設[1]。
- 1975年（昭和50年） - 新たな本館校舎および給食室を落成[1]。
- 1976年（昭和51年）
  - 体育館を落成。プールを落成[1]。
  - 9月 - 台風17号により校舎が浸水被害を受ける[1]。
- 1980年（昭和55年） - 南校舎を増築。普通教室を増設[1]。
- 1987年（昭和62年） - 文部省より道徳教育推進校の指定を受ける（1989年まで）[1]。
- 1994年（平成6年） - 文部省より道徳教育推進校の指定を受ける（1995年まで）[1]。
- 2004年（平成16年）11月1日 - 市町合併に伴い、「丹原町立丹原小学校」から「西条市立丹原小学校」に改称[1]。
- 2011年（平成23年） - 特別支援学級（肢体不自由）を開設[1]。
- 2019年（令和元年） - 児童クラブを開設[1]。
- 2021年（令和3年） - 校舎長寿命化工事に伴い、仮設校舎へ移転[1]。
- 2022年（令和4年） - 工事が完了し、校舎へ移転[1]。

## 施設概要
主な施設。
- 校舎 - 総面積は3,918平方メートル[3]。
- 体育館 - 1977年竣工の鉄骨造2階建てで、面積は1,376平方メートル[3]。
- プール
- 校庭

## 通学区域
- 丹原、今井、久妙寺、願連寺の全域と池田のうち、御陣家の西山川北側を除いた区域および辻堂、筋違、八反地、光下田、柚ノ木、福田、お四尾前、変電所、宮下の一部、兼久の一部、古田新川の区域[4]

## 通学区域が隣接する小学校
- 西条市立周布小学校[4]
- 西条市立壬生川小学校[4]
- 西条市立石根小学校[4]
- 西条市立田野小学校[4]
- 西条市立徳田小学校[4]

## 進学先の中学校
- 西条市立丹原東中学校[4]

## 周辺
- JA周桑丹原支所
- 丹原サービスセンター（旧丹原総合支所）
- 遍照寺
- 愛媛信用金庫丹原支店

## 著名な出身者
- 佐伯勇 - 実業家